# Pehr Johan Beurling
Pour les articles homonymes, voir Beurling.
Pehr Johan Beurling (né en 1800 à Stockholm - mort en 1866) est un botaniste suédois.

## Travaux
Il est l'auteur, entre autres, d'un ouvrage réédité en 2012 et qui reste une référence sur les plantes vasculaires de Scandinavie.
Son nom est associé à la description de près de 150 espèces de plantes.

## Quelques publications

### Livres
- 1854.  Primitiae florae Portobellensis, sive, Enumeratio plantarum vascularium quas juxta oppidum Portobello in Isthmo Panamensi Americae Centralis, mense Aprili anno 1826, legit doct. Joh. Eman. Billberg[3]
- 1859.  Plantae vasculares seu cotyledoneae Scandanaviae, nempe Sveciae et Norvegiae, juxta regni vegetabilis systema naturale digestae. Ed. P.A. Norstedt, Holmiae[4].